# 木浦村
木浦村（このうらむら）は、かつて新潟県西頸城郡にあった村。

## 沿革
- 1889年（明治22年）4月1日 - 町村制の施行により、西頸城郡木浦村及び鬼舞村の区域をもって、西頸城郡木浦村が発足する。
- 1942年（昭和17年）4月1日 - 西頸城郡浦本村の区域の内、大字鬼伏（旧鬼伏村）の区域を編入する。
- 1954年（昭和29年）10月1日 - 西頸城郡能生町、能生谷村、磯部村及び木浦村が合併して、改めて西頸城郡能生町が発足する。